# Oddelek za primerjalno književnost in literarno teorijo, Filozofska fakulteta v Ljubljani
Oddelek za primerjalno književnost in literarno teorijo deluje na Filozofski fakulteti Univerze v Ljubljani. Posveča se odnosom med književnostmi različnih nacionalnih, etničnih in drugih kultur ter različnih jezikov. Raziskuje literarnogodovinske vplive in medbesedilna razmerja, gibanja in literarne smeri, vire literarnih del, teme, strukture literarnih besedil, literarne žanre itd. Slovenska primerjalna veda se posveča tudi študiju slovenske književnosti ter njenemu položaju v evropskem in mednarodnem literarnem razvoju. Literarna teorija se ukvarja z osnovnimi vprašanji literarne umetnost, njenimi značilnostmi, raziskuje obstoj literature, oblike in zvrsti literarnih besedil in razmerja z drugimi umetnostmi. Oddelek je edini za primerjalno književnost in literarno teorijo na slovenskih univerzah ter eno izmed središč razvoja slovenske literarne vede. Na njem so zaposleni redni predavatelji oddelka, bibliotekarka in tajnica, v pedagoško delo pa so vključeni tudi predavatelji in lektorji z drugih oddelkov Filozofske fakultete in drugih ustanov (npr. z Inštituta za slovensko literaturo in literarne vede pri ZRC SAZU) ter zunanji sodelavci.

## Zgodovina
Zgodovino oddelka delimo na 5 obdobij:

### Začetki (1925-1937)
Zgodovina Oddelka za primerjalno književnost in literarno teorijo se začne 24. junija 1925, ko je Filozofska fakulteta Univerze v Ljubljani sprejela izpitni red beograjske, ki je predvideval diplomski izpit iz primerjalne književnosti s teorijo  književnosti. Ustanoviti je bilo treba novo stolico, ki jo je začasno prevzel France Kidrič, profesor za starejšo slovansko literaturo s posebnim ozirom na slovensko. Samostojno se je študij primerjalne književnosti pojavil v napovedniku predavanj šele leta 1929. Po dogovoru naj bi bil Kidrič zadolžen za primerjalno literarno zgodovino, germanist Jakob Kelemina za literarno teorijo, slavist Ivan Prijatelj pa za zgodovino kritike. Leta 1929 je potekal prvi doktorski izpit iz primerjalne književnosti, kjer je imel zagovor Janko Tavzes. Leta 1930 je na tem oddelku diplomiral tudi Anton Ocvirk.

### Razcvet (1938-1957)
Po smrti slovenista Ivana Prijatelja je njegovo mesto zasedel Anton Ocvirk, ki je v zimskem semestru 1937/38 začel s predavanji, najprej na slavistiki in nato še na primerjalni književnosti. Skupaj s Kidričem si delita primerjalnozgodovinska predavanja, Ocvirk pa sam začne še z literarnoteoretskimi predavanji. Leta 1938 postane docent za primerjalno zgodovino starejših in modernih književnosti in s tem prvi habilitirani specialist za primerjalno književnost.V času vojne sta se Kidrič in Ocvirk pridružila odporniškemu gibanju, zato so oba zaprli. Na katedro sta se vrnila z zimskim semestrom 1945/46. Pozimi 1945 je Ocvirk postal izredni profesor. V letu 1946 je Ocvirk postal urednik Zbranih del slovenskih pesnikov in pisateljev, dve leti pozneje pa še Slavistične revije. Kidrič je leta 1948 nehal predavati. Od poletnega semestra 1949 je Ocvirk predaval le še na primerjalni književnosti. S tem postane prvi profesor, ki predava le na tej katedri (takrat seminarju, kasneje oddelku; vodil ga je vse do leta 1971). Leta 1957 je Ocvirk hudo zbolel. Njegovo mesto je začasno prevzel slavist Anton Slodnjak. 

### Nove metode in novi slušatelji (1957-1977)
Od leta 1960 oddelek deluje v novi stavbi Filozofske fakultete na Aškerčevi. Njegovi predavatelji so zelo dejavni tudi pri zahtevnih založniških projektih zunaj Filozofske fakultete: tako začne pri Cankarjevi založbi leta 1964 izhajati zbirka Sto romanov, projekt, ki ga je zasnoval Anton Ocvirk. V desetih letnikih so želeli objaviti sto reprezentativnih romanov s strokovno poglobljenimi uvodnimi študijami, ki so jih med drugim prispevali prav nekateri profesorji z oddelka. Pomembno ime, povezano z zgodovino oddelka je tudi Dušan Pirjevec. Na oddelku je začel predavati v študijskem letu 1963/64. Z njegovim nastopom se je zelo povečalo število slušateljev. V študijlskem letu 1967/68 se je vpisalo nad sto novincev, kar je desetkrat toliko kot leta 1960. Leta 1971 je oddelek dobil svojo prvo redno zaposleno bibliotekarko in ime, ki ga nosi še danes: Oddelek za primerjalno književnost in literarno teorijo. Leta 1970 se je na oddelku kot profesor zaposlil Janko Kos, ki je bistveno zaznamoval njegovo delo. Leta 1973 je Prijevec postal redni profesor, Ocvirk pa se je upokojil. Njegov zadnji uredniški projekt je bil Literarni leksikon, ki je bil namenjen študijam o literarnovednih metodah, literarnih obdobjih in literarnih vrstah. Leta 1977, ko je Pirjevec umrl, sta bila poleg Janka Kosa na oddelku zaposlena še Lado Kralj in Evald Koren.

### Zrelost (1978-1998)
Leta 1978 je postal na oddelku asistent Janez Vrečko, v študijskem letu 1987/88 pa se je po nekajletni odsotnosti vrnil tudi Lado kralj. V devetdesetih letih se je oddelek kadrovsko okrepil: pridružili so se mu Tomo Virk (1992), Vid Snoj (1993), Matevž Kos (1996) in Boris A. Novak (1997). Jeseni 1997 se je oddelek preselil v nove kabinete, prvič pa je ustrezne prostore dobila tudi knjižnica. 

### Od 1998 naprej
Konec devetdesetih sta se pokojila Kos in Koren, pozneje pa še Kralj. Na oddelku sta se zaposlila Vanesa Matajc in Tone Smolej. V tem času se je oddelek intenzivno povezal s tujino. Profesorji so z gostujočimi predavanji sodelovali na tujih univerzah, oddelek za primerjalno književnost in literarno teorijo pa je obiskalo nekaj uglednih evropskih literarnih teoretikov in komparativistov. Število študentov primerjalne književnosti se je povečevalo, v študijskem letu 2008/09 jih je bilo v vse letnike vpisanih 410.
V študijskem letu 2009/10 je oddelek prvič razpisal prvostopenjski enopredmetni in dvodisciplinarni bolonjski študij.

## Študijski program:

### Do leta 2008/09
Od druge polovice šestdesetih let naprej, ko se je Filozofska fakulteta odločila odpraviti dotedanje tripredmetne študijske skupine, so študentje vpisovali primerjalno književnost kot A- in B- predmet (ta je trajal le 3 leta). V študijskem letu 1997/98 je Filozofska fakulteta uvedla namesto dotedanje A- in B-smeri dvopredmetni študij, kar pomeni, da je bila obremenjenost študentov na obeh predmetih izenačena. Do študijskega leta 2008/09 je dodiplomski študij tako trajal 4 leta in se zaključil z diplomsko nalogo. Diplomant ali diplomantka je pridobil/a strokovni naziv univerzitetni diplomirani literarni komparativist oz. univerzitetna diplomirana literarna komparativistka.
Do študijskega leta 2008/09 se je bilo možno vpisati v petletni magistrski program ter prav tako petletni doktorski program. Ob koncu študija je kandidat/ka predstavil/a in zagovarjal/a magistrsko nalogo oz. doktorsko disertacijo, s čimer je pridobil/a naziv magister/magistrica oz. doktor/doktorica znanosti s področja literarnih ved.

### Od leta 2009/10 dalje
Študijski programi Oddelka za primerjalno književnost in literarno teorijo temeljijo na šestih predmetnih sklopih. Profesorji vsako leto sestavijo izbor predmetov iz teh sklopov in v predavanja vnašajo izsledke svojih najnovejših raziskav. Enopredmetni študij obsega dodatna predavanja iz slovenskega jezika, slovenske stilistike in slovanskih književnosti na Oddelku za slovanske jezike in literature ter lektorat dveh tujih jezikov.
Enopredmetni študij obsega predmetne sklope:
- Primerjalna književnost
- Zgodovina svetovne književnosti
- Literarna teorija
- Literarni prevod
- Literatura in kultura
- Metodologija literarna vede

Primerjalno književnost in literarno teorijo je mogoče študirati na dveh prvostopenjskih (dodiplomskih) in treh drugostopenjskih (magistrskih) študijskih programih, izmed katerih je eden tudi pedagoški, ter na skupnem tretjestopenjskem (doktorskem) študijskem programu.

#### Dodiplomski študij
Prvostopenjski študijski program Primerjalna književnost in literarna teorija posreduje študentom/študentkam znanja z najširšega področja literarne vede in jih vpeljuje v osnove komparativistike, literarne zgodovine ter literarne teorije. Posebno pozornost namenja razmerju literature skupaj z drugimi umetnostmi, pa tudi problematiki slovenske literature na ozadju evropske oziroma svetovne literature. Eno izmed osrednjih težišč študija je prav preučevanje slovenske literature v mednarodnem kontekstu. Na Filozofski fakulteti je mogoče Primerjalno književnost študirati kot enopredmetni študij ali v kombinaciji z drugim predmetom. Oba programa trajata 3 leta in se zaključita z diplomskim delom. 
Enopredmetni nepedagoški program Primerjalne književnosti in literarne teorije 
Enopredmetni študijski program v večjem obsegu zajema področje slovenskega jezika in književnosti ter študente dodatno usposablja za razumevanje i rabo dveh tujih jezikov.
Po končanem študiju diplomant/ka pridobi strokovni naziv: diplomirani literarni komparativist oz. diplomirana literarna komparativistka (UN), okrajšano: dipl. lit. komp. (UN).
Dvopredmetni nepedagoški program Primerjalne književnosti in literarne teorije
Dvodisciplinarni študijski program je namenjen povezovanju vsakokrat po dveh ved i njunih področij. Omogočata kombinacije t drugimi študijskimi programi, ki se poučujejo na Filozofski fakulteti (pogosto npr. s študijem slovenskega jezika s književnostjo, slovanskih, germanskih in romanskih jezikov s književnostmi, umetnostne zgodovine, filozofije, sociologije, itn.), ali kombinacije s študijskimi programi nekaterih drugih fakultet Univerze v Ljubljani (Teološka fakulteta).
Po končanem študiju in zagovoru diplomske naloge diplomant/ka pridobi strokovni naziv: diplomirani literarni komarativist/diplomirana literarna komparativistka (UN) in diplomirani/a [naziv druge smeri] (UN), okrajšano: dipl. lit. komp. (UN) in dipl.  [naziv druge smeri] (UN).

#### Podiplomski študij
Drugostopenjski oziroma magistrski študij obsega tri programe: enopredmetnega, dvodisciplinarnega in dvopredmetnega pedagoškega. Vsi trije trajajo 2 leti in se zaključijo z magistrskim delom. 
Vsi trije programi posredujejo natančnejša znanja s področij primerjalne književnosti, zgodovine svetovne književnosti, slovenske književnosti v evropskem oziroma svetovnem literarnem kontekstu in literarne teorije. Ta znanja nadgrajujejo s poglobljeno obravnavo razmerij med literaturo in kulturo ter uvajajo v raziskovanje naštetih področij z metodologijo literarne vede, ki sledi aktualnim raziskovalnim smernicam v literarni vedi in humanistiki. 
Odpirajo tudi vpogled v temelje literarnega prevajanja in ustvarjanja izvirnih literarnih besedil. Priprava magistrskega dela v 4. semestru študija pod mentorskim vodstvom pomeni prehod k sklepni individualnejši obliki študija.
Magistrski študij, predvsem v kombinacijah s študiji tujih jezikov in književnosti, usposablja za strokovna sodelovanja z literarnimi založbami, revijami, časopisi in drugimi mediji, prevajanje literarnih besedil in pisanje kritike, organiziranje domačih in mednarodnih kulturno-literarnih dogodkov in festivalov ter vodenje delavnic kreativnega pisanja. V pedagoških kombinacijah s študijem tujih jezikov in književnosti ali slovenskega jezika s književnostjo usposablja za poučevanje v osnovnih in srednjih šolah.
Eno- in dvo-disciplinarni študijski program nadalje razvijata usmeritve iz predhodnih, prvostopenjskih študijskih programov, dvodisciplinarni pedagoški pa v kombinaciji z drugim strokovnim področjem usposablja za učiteljsko delo v osnovnem in srednješolskem izobraževanju. 
Enopredmetni nepedagoški študijski program 
Magistrant/magistrantka pridobi strokovni naziv: magister/magistrica primerjalne književnosti, okrajšano: mag. prim. knjiž. 
Dvodisciplinarni nepedagoški študijski program 
Dvodisciplinarni nepedagoški program primerjalne književnosti in literarne teorije je mogoč samo v kombinaciji s kakim drugim nepedagoškim študijskim programom.  
Magistrant/magistrantka po končanem študiju pridobi strokovni naziv: magister/magistrica primerjalne književnosti in [naziv druge smeri], okrajšano mag. prim. knjiž. in [naziv druge smeri].
Dvopredmetni pedagoški študijski program 
Dvopredmetni pedagoški študijski program je mogoč samo v kombinaciji s kakim drugim pedagoškim programom. 
Magistrant/magistrantka po končanem študiju pridobi strokovni naziv: magister profesor/magistrica profesorica primerjalne književnosti in literarne teorije in [naziv drugega predmeta], okrajšano: mag. prof. prim. knjiž. in [naziv drugega predmeta].

#### Doktorski študij
Kandidati, ki so opravili magisterij oziroma imajo zadostno število strokovnih objav, lahko kandidirajo za doktorski študij. Po uspešnem zagovoru doktorske disertacije kandidat/ka dobi naziv doktor oz. doktorica literarnih ved.
Doktorski študij literarnih ved v okviru skupnega programa, ki ga izvajajo profesorji s filoloških oddelkov Filozofske fakultete, obsega individualni študijski program, prilagojen študentovi doktorski temi. Usposablja za samostojno znanstvenoraziskovalno delo.

## Predstojniki

### Seznam predstojnikov po dr. Antonu Ocvirku
- 1971-1976 Dr. Dušan Pirjevec
- 1976-1986 Dr. Janko Kos
- 1986-1990 Dr. Evald Koren
- 1990-1994 Dr. Janko Kos
- 1994-1998 Dr. Evald Koren
- 1998-2002 Dr. Lado Kralj
- 2002-2004 Dr. Vid Snoj
- 2004-2006 Dr. Janez Vrečko
- 2006-2010 Dr. Tomo Virk
- 2010-2012 Dr. Matevž kos
- 2012-2014 Dr. Vid Snoj
- 2014-? Dr. Vanesa Matajc
- Dr. Tone Smolej
- Dr. Varja Balžalorsky Antić

## Knjižnica oddelka
Knjižnica oddelka je bila ustanovljena leta 1927. Danes se nahaja v sobi 422 v 4. nadstropju Filozofske fakultete. Prva zaposlena bibliotekarka je bila Vera Troha. Od leta 2001 jo vodi dr. Seta Knop. Knjižnica Oddelka za primerjalno književnost in literarno teorijo je osrednja slovenska strokovna knjižnica za literarno vedo. Hrani predvsem knjižno gradivo, s katerim podpira pedagoško in raziskovalno delo na oddelku. Poleg obveznega študijskega gradiva si tako prizadeva spremljati stanje literarne vede ne le v slovenskem prostoru, ampak po vsem svetu; gre zlasti za raziskave s področja primerjalne književnosti, literarne teorije in literarne zgodovine. Prejema širok izbor tujih in domačih znanstvenih in strokovnih časopisov s tega področja. Večina
strokovne literature je v tujih jezikih.
Fond knjižnice je v letu 2014 obsegal ok. 21.300 enot knjižničnega gradiva:
- okoli 17.400 monografij (od tega je ok. 1800 diplomskih in magistrskih del ter doktorskih disertacij)
- okoli 2100 letnikov strokovnih in znanstvenih časopisov

## Mednarodna dejavnost
Oddelek za primerjalno književnost in literarno teorijo
razvija mednarodno dejavnost v več smereh:
- Študentje lahko del študija opravijo v tujini v okviru programa Erasmus.V ta namen ima oddelek sklenjene bilateralne pogodbe za študentsko izmenjavo z akademskimi ustanovami.
- Profesorji gostujejo na univerzah v tujini. Oddelek ima sklenjene bilateralne pogodbe za izmenjavo učnega osebja z nekaterimi neslovenskimi univerzami.
- Profesorji delujejo kot člani v mednarodnih uredniških odborih slovenskih in tujih znanstvenih revij, redno sodelujejo na mednarodnih konferencah v Sloveniji in tujini ter objavljajo dognanja iz svojih raziskav pri tujih znanstvenih založbah in v znanstvenih revijah z mednarodno veljavo.
- Profesorji organizirajo mednarodne kolokvije, konference in simpozije.[1]

Mednarodna dejavnost oddelka se pri organizaciji konferenc, kolokvijev in simpozijev pogosto povezuje s Slovenskim društvom za primerjalno književnost in njegovo, v mednarodni stroki uveljavljeno revijo Primerjalna književnost, katere soustanovitelj je bil Oddelek.

## Publikacije
Študentje in študentke na Oddelku za primerjalno književnost in literarno teorijo so izdajali različne revije, od leta 2013 v okviru Društva študentov primerjalne književnosti izhaja revija Ocvirk.
Od leta 2005 občasno izhaja oddelčna knjižna zbirka Acta comparativistica Slovenica.